# Anina Diener

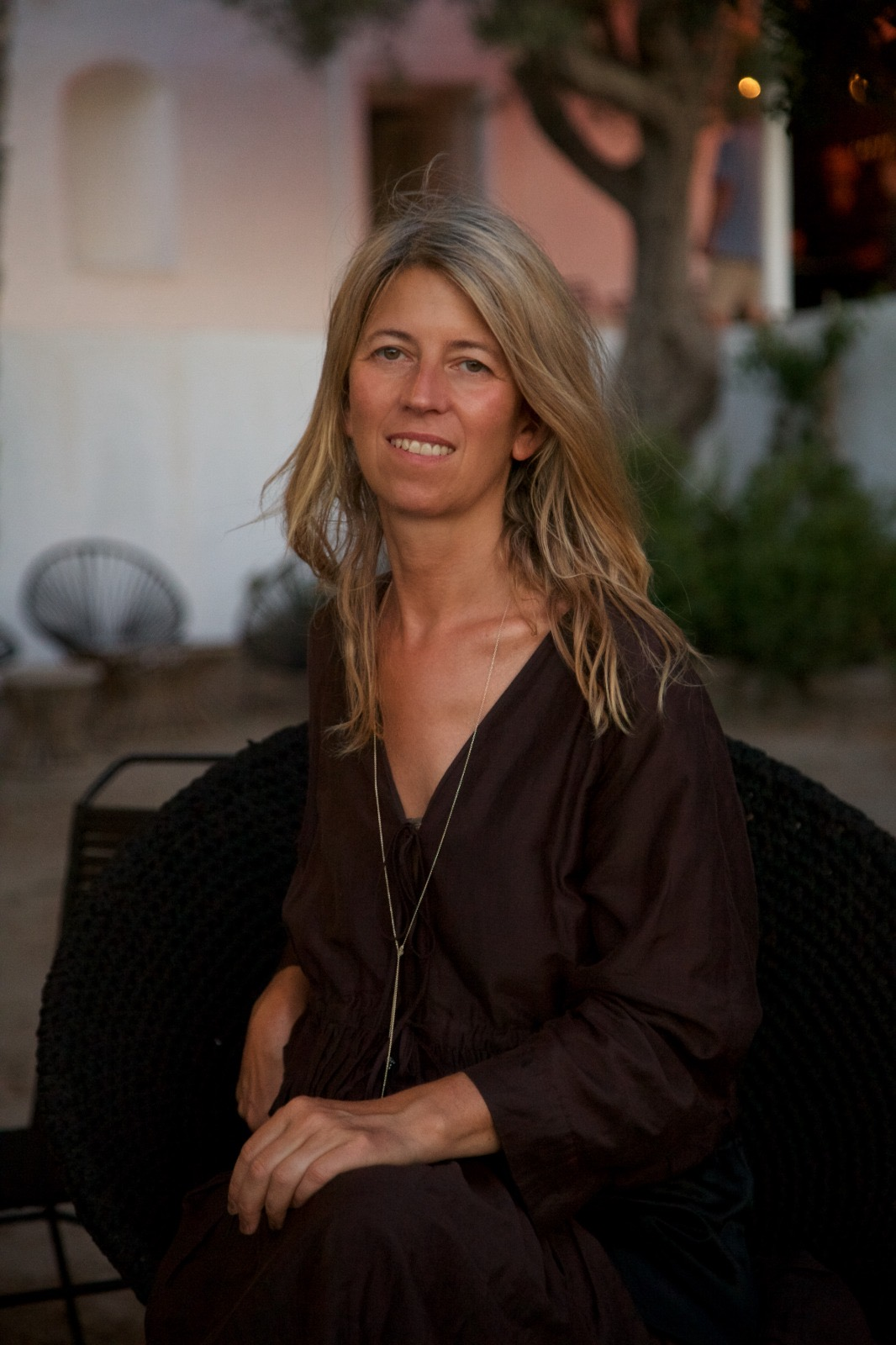
Anina Diener

Anina Diener (* in München) ist eine deutsche Szenenbildnerin und Kostümbildnerin.

## Leben
Anina Diener wuchs in München auf. Nach dem französischen Baccalauréat studierte sie in Dijon und London Bildende Kunst und Kunstgeschichte. In Berlin absolvierte Anina Diener ihre Gesellenprüfung als Modistin. Seit 1987 lebt sie in Berlin. In ihren gestalterischen Arbeiten zeigt Anina Diener eine Affinität zum Opulenten, zum Inszenierten und zum Historischen.
Seit ihrer Zeit als Kostümassistentin bei Die Bartholomäusnacht von Patrice Chéreau entwickelte sie ihre Vorstellung von authentischer und doch interpretativer historischer Ausstattung und Kostüm. Höhepunkte ihrer Arbeit im historischen Film waren das Szenenbild für Fräulein Stinnes fährt um die Welt und das Kostümbild von Michael Kohlhaas. Für letzteren Film reinterpretierte Anina Diener mittelalterliche Vorlagen mit einem modernen Ansatz.
Anina Diener lebt in Berlin und Griechenland.

## Filmografie (Auswahl)

### Szenenbild
Film
- 1987: Das Mikroskop – Regie: Rudolf Thome
- 1992: Die Sonnengöttin – Regie: Rudolf Thome
- 1996: In der Glanzvollen Welt des Hotel Adlons – Regie: Percy Adlon
- 1996–2000: Balko (Fernsehserie, 34 Folgen)
- 2000: Wolffs Revier (Fernsehserie, drei Folgen)
- 2001: Heidi M. – Regie: Michael Klier
- 2005: Merry Christmas – Regie: Christian Carion (Art Director deutscher Teil)
- 2005: Küss mich, Hexe – Regie: Diethart Küster (Fernsehfilm)
- 2005: Ballero – Regie: Wolfgang Becker (Fernsehfilm)
- 2008: Märzmelodie – Regie: Martin Walz
- 2009: Fräulein Stinnes fährt um die Welt – Regie: Erica von Moeller[2]
- 2009: 9 Leben – Regie: Maria Speth
- 2010: Die Akte Golgatha – Regie: Zoltan Spirandelli (Fernsehfilm)
- 2011: World Express – Atemlos durch Mexiko – Regie: Robert Del Maestro (Fernsehfilm)
- 2013: Good Morning Karachi – Regie Sabiha Sumar
- 2016: Nachtschicht – Der letzte Job – Regie: Lars Becker (Fernsehfilm)
- 2016: Der mit dem Schlag – Regie: Lars Becker (Fernsehfilm)

Werbung
- 1998: Media Markt (5 Spots) – Regie: Ralf Huettner
- 1999: Telekom (3 Spots) – Regie: Ralf Huettner
- 2003, 2004: ARTE, Idents (125 Spots) – Regie: Mathias Zentner
- 2006: Bombay Sapphire (2 Spots) – Regie: Matthias Zentner
- 2011: 3 SAT Idents – Regie: Mathias Zentner

### Kostüme
- 1988: Das Mikroskop – Regie: Rudolf Thome
- 1993: Die Bartholomäusnacht (La Reine Margot) – Regie: Patrice Chéreau (Kostümassistenz von Moidele Bickel)
- 1995: Die Sonnengöttin – Regie: Rudolf Thome
- 2003: Fremder Freund – Regie: Elmar Fischer
- 2013: Michael Kohlhaas – Regie Arnaud des Pallières

## Auszeichnungen
- 2007: Silver Telly Award, New York, in der Kategorie Best Art Direction Commercial für Bombay Sapphire
- 2014: César-Nominierung in der Kategorie Bestes Kostümbild für Michael Kohlhaas[3]